# 항저우만 대교
항저우만 대교 (중국어 간체자: 杭州湾大桥, 정체자: 杭州灣大橋, 병음: Hángzhōu Wān Dàqiáo)는 중국의 항저우만을 가로지르는 다리이다. 일부가 사장교로 되어 있다. 2007년 6월 14일 완공되었으며
, 상하이와 저장성의 닝보시를 연결한다. 항저우만 대교는 세계에서 가장 긴 바다를 건너는 다리이다. 2003년 6월 8일 이 다리의 건설이 시작되었다. 다리는 2방향에 6차선을 갖추었으며 길이는 35.673 km이다. 2007년 6월 26일 중국 내에서 개막식이 굉장한 매체 광고를 동반한 채 개최되었음에도 불구하고 그 개막식 이후 대교는 시험과 평가 목적을 위해서만 이용되었다. 2008년 5월 1일 대교는 대중에 개방되었다.

## 같이 보기
- 양산심수항

## 참고
1. ↑  
“World's longest trans-sea bridge linked up successfully”. People's Daily Online. 2008년 5월 3일에 확인함.
2. ↑  
“World's longest sea bridge to open in east China”. People's Daily Online. 2008년 5월 3일에 확인함.